# (2381) Landi
(2381) Landi es un asteroide perteneciente al cinturón de asteroides, descubierto el 3 de enero de 1976 por el equipo del Observatorio Félix Aguilar desde el Complejo Astronómico El Leoncito, San Juan, Argentina.

## Designación y nombre
Designado provisionalmente como 1976 AF. Fue nombrado Landi en honor al astrónomo argentino Jorge Landi Dessy.